# Eulepidotis graminea
Eulepidotis graminea là một loài bướm đêm trong họ Erebidae.